# Orti cinti

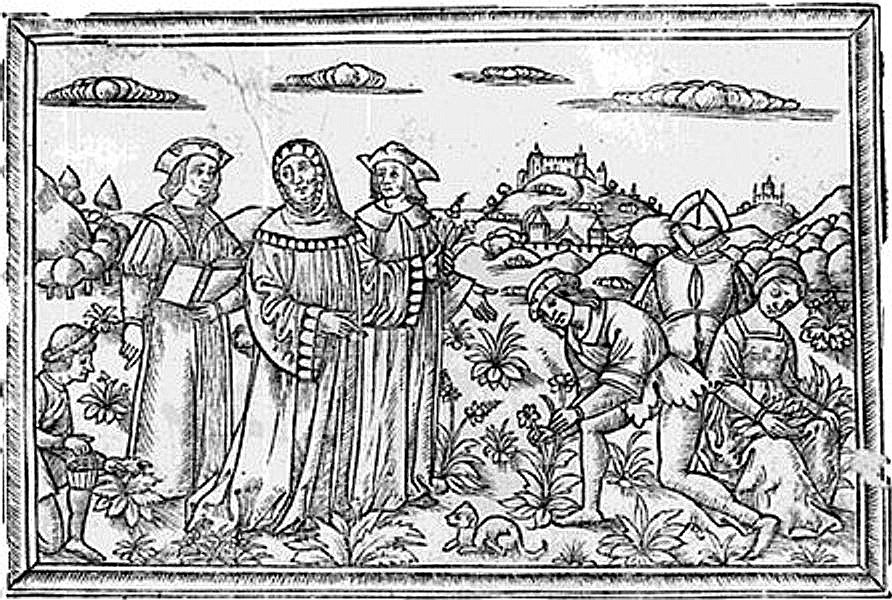
Matteo Silvatico insegna ai suoi allievi nellOrto botanico dei Giardini della Minerva

Gli orti cinti di Salerno sono una serie di giardini terrazzati di origine medievale che si sviluppano a oriente del torrente Fusandola nel quartiere denominato Plaium Montis.

## I giardini
Questi giardini sono forniti di una fonte d'acqua proveniente dalle sorgenti del monte Bonadies e, grazie alla loro esposizione verso sud e alle antiche mura di Salerno che li proteggono dai freddi venti dell'entroterra, presentano un microclima caldo e umido che rende possibile la coltivazione di specie vegetali molto rare a queste latitudini.
Questi giardini sono cinque: Giardini della Minerva, Giardini della Cera, Giardini di San Leo, Giardino della Spinosa e Giardino delli Zicardi. Ve ne sono anche altri, ma di minore importanza e più ridotta dimensione.

### Giardini della Minerva
Il Giardino della Minerva è un orto botanico situato nel centro storico di Salerno. Durante il medioevo fu utilizzato come giardino dei semplici a fini didattici per le attività didattiche della scuola medica salernitana; per tale motivo è ritenuto l'antesignano degli orti botanici intesi nell'accezione moderna del termine.

### Giardini della Cera
Così chiamati perché dotati di speciali laboratori per la lavorazione della cera. Confinavano a sud con i giardini della minerva e a nord con il Giardino delli Zicardi. Il giardino è costituito da due grandi terrazzamenti con diverse alberature e zone adibite ad orto. Il sistema d'irrigazione è alimentato dalla sorgente di San Leo.

### Giardini di San Leo
Il giardino, che prendeva il nome dal monastero benedettino di San Leone, si suddivideva in Giardiniello di San Leone e Giardino grande di San Leone. Nel XVI secolo nel giardino si trovava un ricco vigneto, un agrumeto, un oliveto e diversi alberi da frutta. I resti del giardino oggi sono individuabili nei pressi di via G.Paesano.

### Giardino della Spinosa
Oggi non n'è rimasta traccia ma sappiamo che nel XVII secolo era proprietà dei padri gesuiti e nel 1653 fu usato come baluardo difensivo contro i francesi che assediavano la città. La superficie era di circa un ettaro ed era ricco di alberi da frutto tipici mediterranei. All'interno sorgeva un piccolo edificio, delle fontane e dei canali alimentati dal torrente Fusandola.

### Giardino delli Zicardi
Poche sono le informazioni riguardo a questo giardino. Sappiamo solamente che era ricco di alberi da frutta e caratterizzato da un articolato sistema di irrigazione.